# Réservoir de Aruoja
Le réservoir de Aruoja (en estonien : Aruoja veehoidla) est un lac artificiel dans le comté de Harju en Estonie,,.

## Géographie
Le réservoir d'Aruoja est situé dans le village d'Ülejõe de la commune d'Anija. 
La superficie du plan d'eau est de 2,7 hectares. 
La longueur du rivage du plan d’eau est de 1 524 mètres et sa longueur de 630 mètres,.
Le canal Raudoja-Aavoja se déverse dans le réservoir de Aruoja qui est relié au réservoir de Aavoja.
Le réservoir fait partie du Système d'approvisionnement en eau de Tallinn.